# 蓮光寺 (杉並區)
蓮光寺（日语：／ Renkōji）是位於日本東京都杉並區和田三丁目30番20號的日蓮宗佛寺，山號為“頂光山”，舊本山為身延山久遠寺。蓮光寺是印度獨立運動家苏巴斯·钱德拉·鲍斯的遺骨安葬之處，然而部分印度政黨與組織則認為蓮光寺內的骨灰並非鮑斯的遺骨。蓮光寺的法人編號為9011305000477。

## 歷史
1594年（文禄三年），蓮光寺於兩國矢之倉（矢ノ倉，今日本東京都中央區東日本橋）開山，山號為“頂光山”，舊本山為身延山久遠寺。1644年（寬永二十一年），蓮光寺遷至淺草永住町（今日本東京都台東區元淺草一丁目）。1914年（大正三年），蓮光寺與原位於山梨县南巨摩郡本建村（今屬早川町）的晴雲坊合併，並在後來因區劃整理而遷至現址。蓮光寺在2015年（平成二十七年）10月5日獲得法人編號，其法人編號為9011305000477。

## 土富店之大黑天
蓮光寺內的大黑殿供有“土富店之大黑天”（／ Dobudana no Daikokuten）像，該像據説為日莲上人為祈願母親妙蓮尼早日康復而在自己的出生地小湊的松樹上雕刻的真跡，而蓮光寺的開基者日寶在小湊巡錫時因為當地村長難產的女兒助產而獲村長相贈該像。

## 苏巴斯·钱德拉·鲍斯的骨灰

苏巴斯·钱德拉·鲍斯在蓮光寺內的銅像

1945年（昭和二十年），印度獨立運動家苏巴斯·钱德拉·鲍斯於臺灣臺北州臺北市臺北飛行場（今臺北松山機場）乘搭飛機時，飛機因螺旋槳脫落而在起飛後隨即失控墜毀，鮑斯因而身受重傷，雖隨即獲轉送至大日本帝國陸軍病院南院（今臺北市立聯合醫院和平婦幼院區一帶）搶救，惟最終不治。鮑斯的遺體在臺北火化後，裝有其骨灰的木箱被秘密交予其身在東京的印度戰友，而其中一位居於杉並區，並在附近尋找可以舉行葬禮的寺廟，鮑斯的葬禮遂於當年9月18日晚上8時舉行。
此後，鮑斯的遺骨就安葬於蓮光寺的金色寶塔內。雖然蓮光寺的兩任住持均嘗試將鮑斯的遺骨運回印度，但均無果。獨立後的印度首任總理贾瓦哈拉尔·尼赫鲁與同樣曾任總理的其女英迪拉·甘地分別曾於1957年（昭和三十二年）10月與1969年（昭和四十四年）到訪蓮光寺。2005年（平成十七年）11月8日，慕克吉委員會向印度政府提交有關鮑斯之死的調查報告，其中該報告稱鮑斯並未有在其遭遇的空難中喪生，故蓮光寺內的骨灰並非鮑斯的遺骨，惟當時由联合进步联盟執政的印度政府拒絕承認該報告的結論。雖然如此，印度人民党仍認可該報告的結論，而屬印度人民黨的纳伦德拉·莫迪在出任總理期間曾被內塔吉蘇巴斯革命論壇（नेताजी सुभाष क्रांति मंच）敦促不要在訪問日本期間到訪蓮光寺，以免政府發出其對鮑斯的“態度和意圖”的錯誤信號。